# 第一季超級籃球聯賽季後賽
SBL第一季季後賽，這一季的季後賽採三戰兩勝制，率先拿到兩勝的球隊，將挺進冠賽。第一輪賽事由中廣戰神出戰裕隆恐龍，另一場賽事由新浪獅出戰達欣工程，最終由裕隆恐龍和新浪獅都以2比1擊敗中廣戰神和達欣工程。

## 季後賽
| 4月8日 19:00 |

|  |

| 裕隆恐龍 72–66 中廣戰神 |

| 4月9日 19:00 |

|  |

| 達欣工程 87–84 新浪獅 |

| 4月10日 19:00 |

|  |

| 中廣戰神 89–69 裕隆恐龍 |

| 4月11日 19:00 |

|  |

| 新浪獅 62–54 達欣工程 |

| 4月12日 19:00 |

|  |

| 裕隆恐龍 73–61 中廣戰神 |

| 4月13日 19:00 |

|  |

| 新浪獅 81–69 達欣工程 |